# Ulrich von Behr-Negendank
Ulrich Karl August Wilhelm Hermann Axel Graf von Behr-Negendank (ur. 9 maja 1826 w Semlow, zm. 8 września 1902 w Semlow) – pruski polityk.
Z wykształcenia był prawnikiem. Ukończył prawo w Heidelbergu.
W 1867 został radnym powiatu Franzburg, a w 1868 – członkiem Izby Panów parlamentu pruskiego. Od 1869 roku sprawował funkcję prezydenta rejencji w Stralsundzie (rejencja stralsundzka), w latach 1883–1891 – nadprezydenta prowincji Pomorze.
W roku 1890 otrzymał honorowe obywatelstwo Stralsundu, a rok później – Szczecina.

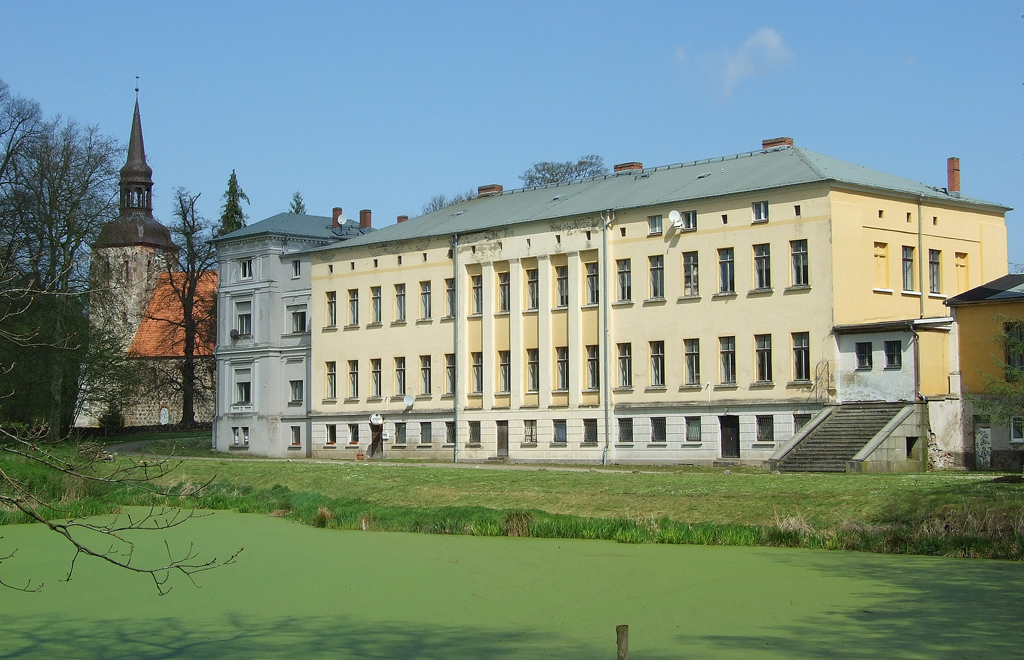
Pałac w Semlowie